# Knacksten

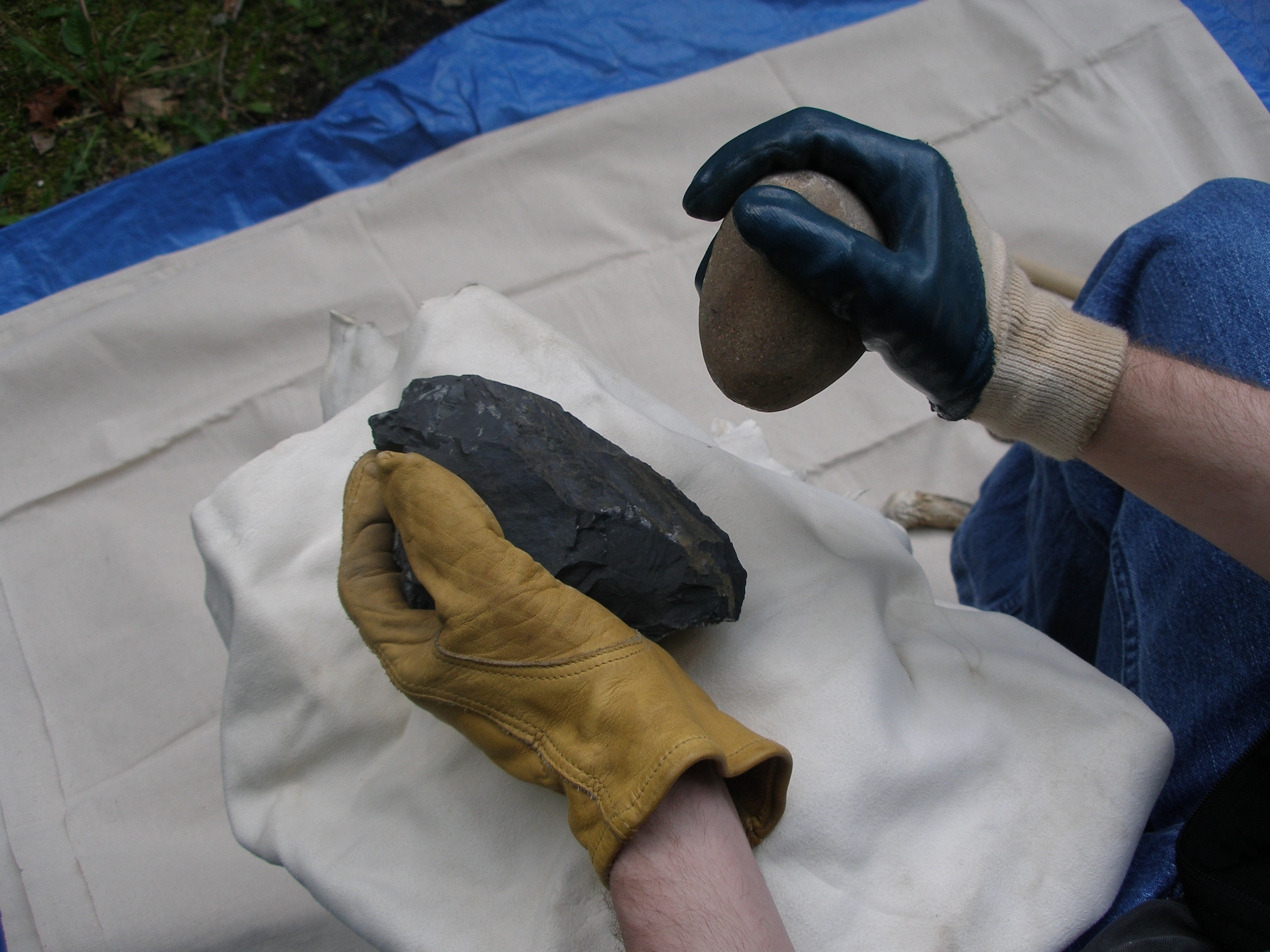
Rullsten använd som knacksten

En knacksten eller en hammarsten är en sten som används för att slå avslag från en kärna i syfte att tillverka stenverktyg. Olika storlekar, material och vikter används beroende på vad som skall tillverkas, och i vilken kulturell kontext det görs.
Alla knackstenar kommer inte från stenåldern utan de kan också ha använts till tillverkning av järnföremål under järnåldern. Knackstenar var lite av universalredskap. De kunde användas vid inknackning av hällristningar.Knackstenar var ofta knytnävsstora stenar. Detta slagredskap, kunde användas som kross eller sönderdela något. Verktyget har använts under många  förhistoriska perioder.